# Shao Dan
Shao Dan és una esportista xinesa que va competir en judo, guanyadora d'una medalla de bronze als Jocs Asiàtics de 2002, i una medalla de bronze al Campionat Asiàtic de Judo de 2005.

## Palmarès internacional
| Jocs Asiàtics     | Jocs Asiàtics          | Jocs Asiàtics | Jocs Asiàtics |
| Any               | Lloc                   | Medalla       | Categoria     |
| ----------------- | ---------------------- | ------------- | ------------- |
| 2002              | Busan ( Corea del Sud) | 3             | –48 kg        |
| Campionat Asiàtic |                        |               |               |
| Any               | Lloc                   | Medalla       | Categoria     |
| 2005              | Taskent ( Uzbekistan)  | 3             | –48 kg        |